# Фијат CANSA FC.12
Фиат CANSA FC.12 је италијански вишенаменски авион направљен уочи Другог светског рата.

## Пројектовање и развој
Са појавом нове генерације ловачких авиона, нискокрилаца с увлачећим стајним трапом, затвореном кабином и брзином која су се кретале око 500 km/h изнедрио се проблем школовања пилота јер су се у саставу ратног ваздухопловства налазили авиони за основну и прелазну обуку који су били знатно спорији у односу на нове авионе великих брзина. Италија је у то време водила колонијалне ратове а спремала се и за будући светски рат па су јој били неопходни пилоти и то у великом броју, што је захтевало велики број школских авиона а за то је био неопходан новац. Поред тога долази до транформације авио индустрије која од дрвених конструкција авиона прелази на металне што проузрокује вишак столарске радне снаге а мањак радника металне струке. Исто се то дешава и са материјалом за градњу авиона, јавља се вишак материјала дрвне индустрије а мањак челика и легура лаких метала. Имајући све ово у виду стручњаци из CANSA су дошли на идеју да направе авион за прелазну обуку пилота ловаца који би био мешовите конструкције а користио све елементе и опрему која се производила за авионе "прве линије".
Тако је настао пројект авиона са именом FC.12 (Fiat-CANSA) а главни пројектант је био инжењер Ђакомо Мосо (Giacomo Mosso). Овај авион је замишљен као једномоторни нискокрилни моноплан са тандемским распоредом седишта пилота и настрешницом затвореним кокпитима, дуплим камандама и увлачећим стајним трапом у току лета. Са технолошког аспекта, акценат је стављен на ниску цену, лакоћу производње, коришћење како лако доступних домаћих материјала и радне снаге, тако и низ компоненти произведених авиона - Фиат CR.32 и ИМАМ Rо.37.

## Технички опис
Труп је од кљуна до задње ивице крила направљен од челичних цеви, задњи део трупа је од дрвета. Мотор је прекривен дуралуминијумским лимом а остатак трупа је прекривен лакираном шперплочом. Кљун авиона (мотор, систем за хлађење и капотажа) су потпуно исти као код авиона Фиат CR.32. Кокпити пилота и кадета су опремљени дуплим командама и стандардним инструментима за одређивање параметара лета и управљање мотором. Оба кокпита су прекривена заједничком настрешницом од плексигласа са два засебна отвора (врата) који се отварају на горе са леве на десну страну. Положај кокпита обезбеђује добру прегледност и пилоту и инструктору при полетању и слетању авиона. Предвиђена је инсталација примопредајне радио станице. У Трупу авиона је смештен резервоар за гориво капацитета 420 литара.
Погонска група је иста као код ловца Фиат CR.32. Мотор Фиат А.30 RA bis снаге 600 KS, са металном двокраком елисом променљивог корака са подесивим лопатицама на тлу. Проверен и поуздан мотор А.30 RA bis даје предности у одржавању и преласку са авиона CR.32 и Rо.37. Поред тога, ови мотори су имали низ других предности: релативно мала потрошња горива и компактан систем хлађења.
Крила су била конзолна, самоносећа, трапезног облика са заобљеним крајем. Конструкције од пуног дрвета са две рамењаче, аеродинамичким кочницама и облогом од шперплоче. Елерони и закрилци су са дрвеним плаштом. На местима где су предвиђене ноге стајног трапа са доње сране крила налазе се подкрилне облоге.
Репне површине се састоје од фиксних стабилизатора (вертикални и хоризонтални) и кормила дубине и правца. Њихова конструкција је као и крила дрвена а облога од дрвене лепенке.
Ноге станог трапа су причвршћене за предњу рамењачу крила, опремљене хидрауличним амортизерима. За време лета се увлаче у подкрилне облоге ротирањем за 90 степени уназад. Точкови су опремљени кочницама. Окретни задњи точак се не увлачити у труп авиона за време лета.

## Наоружање
| Наоружање авиона: Фиат         |               |
| Ватрено (стрељачко) наоружање  |               |
| Топ                            |               |
| Митраљез                       |               |
| Број и ознака митраљеза        | 1хБреда САФАТ |
| Број метака                    | 250           |
| Калибар                        | 12,7          |
| Бомбардерско наоружање (бомбе) |               |
| Класичне авио бомбе            | 50 kg         |
| Укупна маса                    | 200           |
| Број тачака за подвешавање     | 4             |
| Ракетно наоружање (ракете)     |               |

## Верзије
Непостоје верзије овог авиона с обзиром да је направљен свега један прототип авиона Фиат CANSA FC.12.

## Оперативно коришћење
Прототип FC.12 је завршен крајем 1939. године, а први пробни лет је обављен 16. октобра 1940. Комисија ваздухопловства је закључила да је авион много бољи него што је то потребно за школску обуку пилота па је одлучено да се за обуку пилота ловаце користе авиони Фиат CR.32 који су повучени са "прве линије" јер су замењени модернијим авионима. Са друге стране конкурентски авиони са снагама мотора око 200 KS су постизали брзине не као FC.12 али за школску обуку довољне, па је то била економичнија варијанта у експлоатацији.
Пошто је током испитивања закључено да је FC.12 робусан и снажан авион и да одлично подноси оптерећења при обрушавању у CANSA су одлучили да од школског ловачког авиона направе школски авион за школу обрушавања. Модификација је обухватила: ваздушне кочнице на крилима, четири подвесна носача бомби од 50 кг и четири напред фиксна тешка митраљеза Бреда од 12,7 мм уместо једног. 
Опет су уследела исцрпна тестирања авиона, који је добио позитивне оцене али се војни врх није изјашњавао. Фирма је авион регистровала цивилним ознакама I-TUFF и користила га за демонстрационе летове и приказ Мусолинијевим гостима али до комецијализације није дошло па тиме ни до серијске производње. Постепено је на авион пао заборав а у ратним временима је и нестао.

## Земље које су користиле авион
- Италија